# Melanophryniscus klappenbachi
Melanophryniscus klappenbachi (лат.) — вид земноводных семейства жаб.

## Распространение и среда обитания
Он встречается в Гран-Чако на севере Аргентины, Парагвая и Бразилии (штат Мату-Гросу-ду-Сул), а также, возможно, в Боливии. Видовое название присвоено в честь Miguel Ángel Klappenbach, уругвайского зоолога.
Его естественная среда обитания — кустарники, а также его можно встретить в измененных человеком местах, таких как животноводческие фермы. Это активно размножающийся вид, использующий временные водоемы.

## Яд
Содержит токсичные алкалоиды гистрионикотоксины, индолизидины, декагидрохинолины и пумилиотоксин 251D, при этом содержание в жабах последнего, а также и 3,5-замещённого индолизидина 195B снижается в лабораторных условиях при кормлении их насекомыми, не содержащими алкалоидов.

## Угрозы
Melanophryniscus klappenbachi — распространённый вид, не подвергающийся существенным угрозам. Он присутствует в международной торговле домашними животными.